# Schloss Kreisau

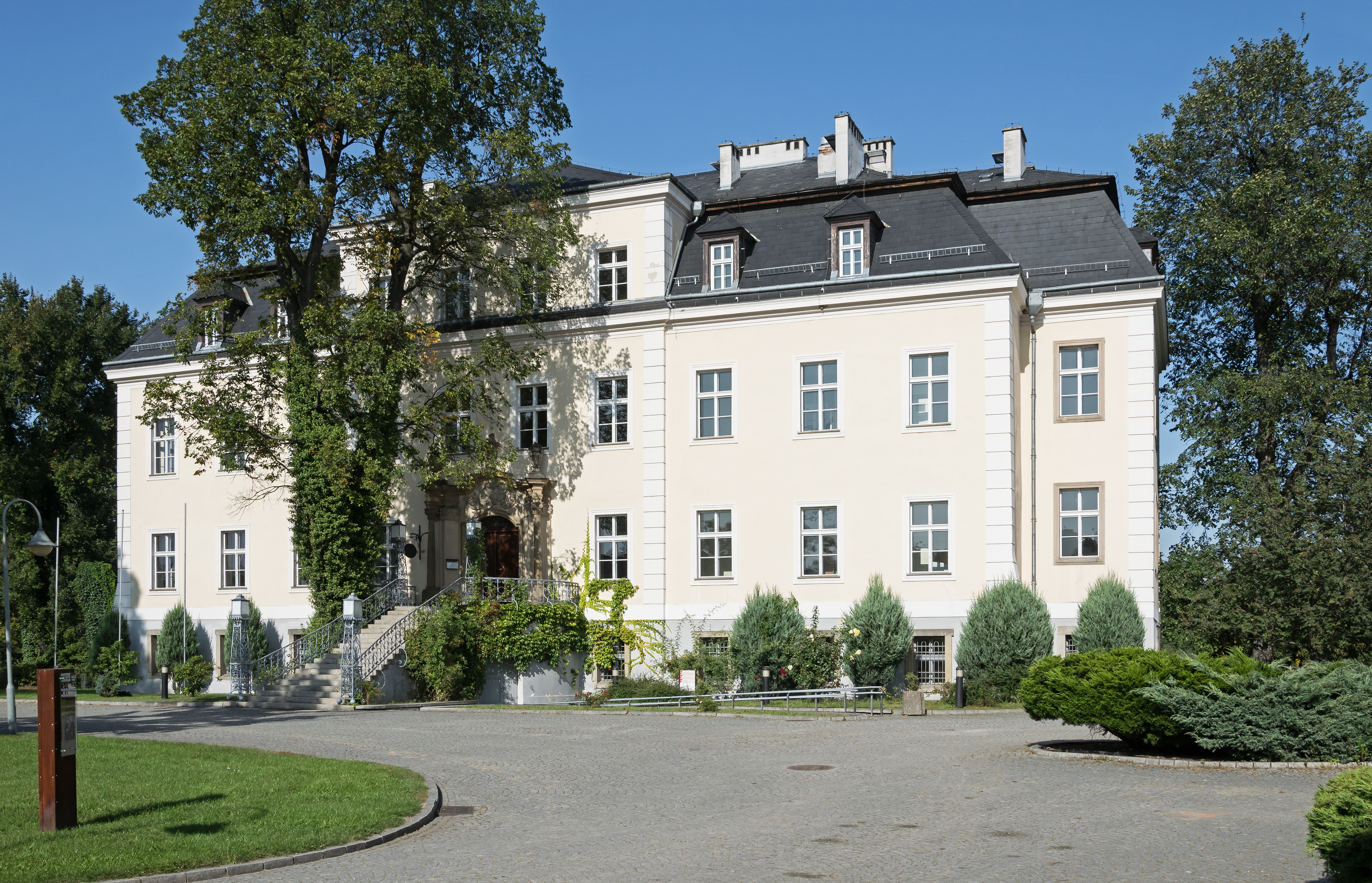
Schloss Kreisau/Krzyżowa

Schloss Kreisau (polnisch Pałac w Krzyżowej) ist ein Schloss in Krzyżowa (deutsch Kreisau) in der Landgemeinde Świdnica im Powiat Świdnicki (Kreis Schweidnitz) in der Woiwodschaft Niederschlesien in Polen. Das Schloss wurde bekannt als Treffpunkt der Widerstandsgruppe Kreisauer Kreis.

## Geschichte
Das Schloss wurde um 1720 im Auftrag von Sigismund von Zedlitz und Leipe erbaut, möglicherweise nach Entwurf des Schweidnitzer Baumeisters Felix Anton Hammerschmidt. Nach 1772 kauften die von Dresky das Schloss, von denen es 1867 Helmuth von Moltke erwarb. Dieser ließ das Schloss durch Heinrich Gödeking umbauen. Im Jahr 1891 ging der Besitz an seinen Neffen Wilhelm von Moltke, dem Großvater von Helmuth James Graf von Moltke. Ab 1940 trafen sich im Schloss Mitglieder der Widerstandsgruppe „Kreisauer Kreis“, von denen die meisten im Frühjahr 1945 hingerichtet wurden.
Nach der Abtretung Schlesiens an Polen infolge des Potsdamer Abkommens wurde das Schloss 1945 verstaatlicht. Danach diente es als Verwaltungssitz des volkseigenen Landwirtschaftsbetriebs, verwahrloste jedoch zunehmend. Bereits in den 1970er Jahren stellten Mitglieder des Breslauer „Klubs der katholischen Intelligenz“ Kontakt mit Freya von Moltke her, um im Schloss eine Erinnerungsstätte an den „Kreisauer Kreis“ aufzubauen.
Im Dezember 1989 fand eine Versöhnungs-Messe statt, an der u. a. Bundeskanzler Helmut Kohl und Ministerpräsident Tadeusz Mazowiecki teilnahmen und die Gründung der „Stiftung Kreisau für Europäische Verständigung“ beschlossen. Nachfolgend wurde das Schloss umfassend restauriert. Mehrere Repräsentationsräume wurden originalgetreu wiederhergestellt, ebenso das Treppenhaus, in dem Wandgemälde Szenen der preußischen Geschichte darstellen. Eines der Bilder zeigt die Plünderung Lübecks durch die Napoleonische Armee im Jahr 1806, das zweite den Einmarsch der deutschen Armee in Paris im Deutsch-Französischen Krieg 1871.
Im Frühjahr 1998 wurde hier die internationale Jugendbegegnungsstätte eröffnet.

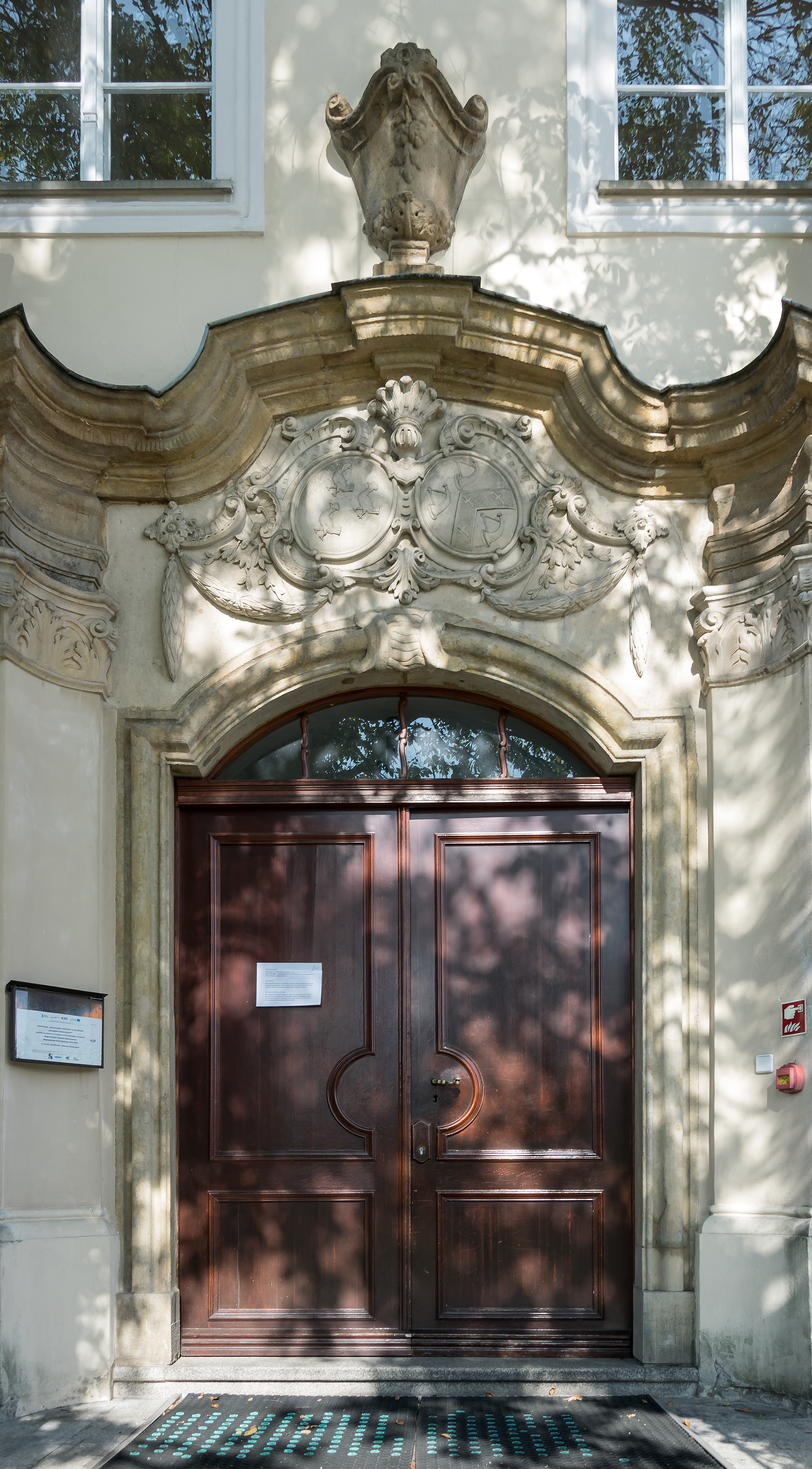
Portal. Wappen: H. Moltke und M. Burt
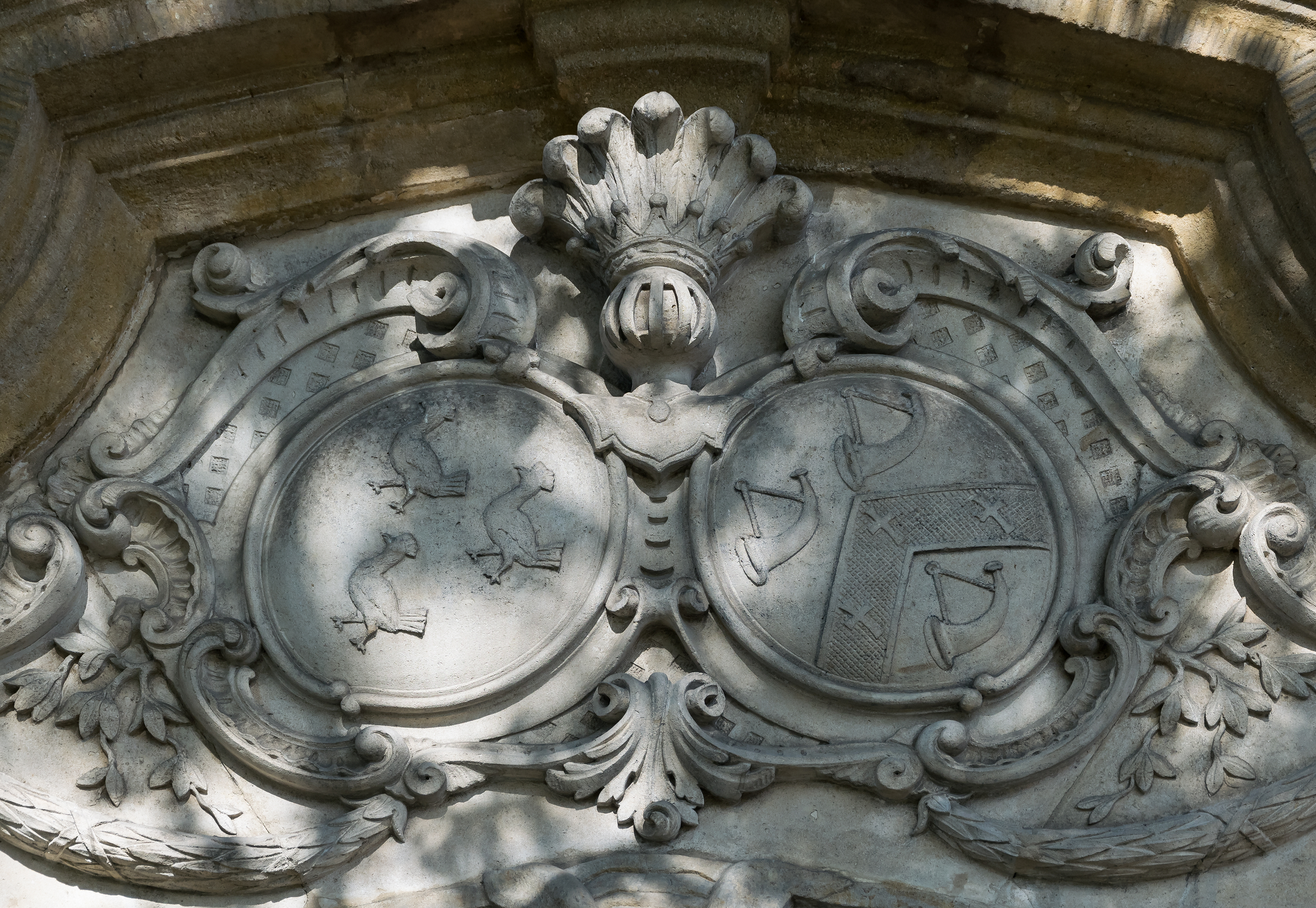
Wappen Helmut v. Moltke, Mary v. Burt
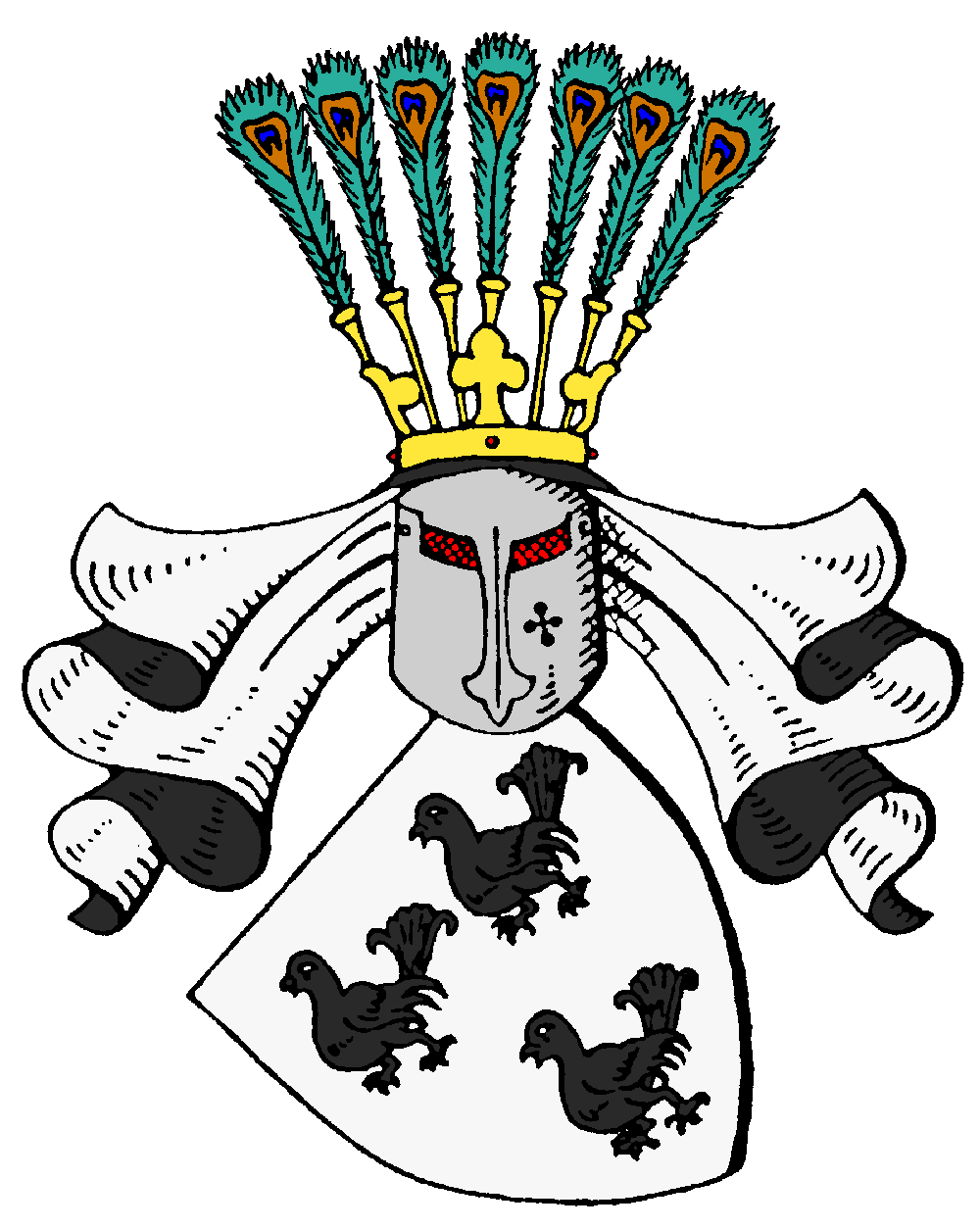
Wappen Helmut K. von Moltke
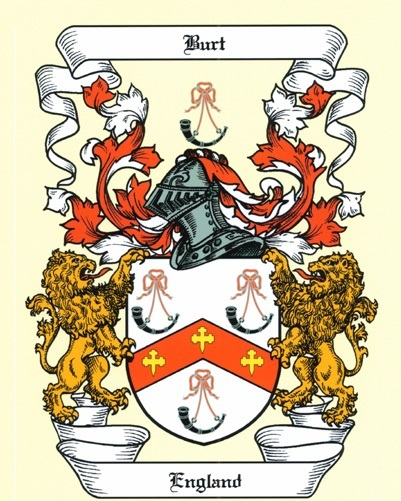
Wappen Mary von Burt